# Карневали, Даниэль
Даниэль Альберто Карневали (исп. Daniel Alberto Carnevali; род. 4 декабря 1946, Росарио, Аргентина) — аргентинский футболист, вратарь.

## Клубная карьера
Даниэль Карневали начинал свою профессиональную футбольную карьеру в 1967 году в аргентинском клубе «Росарио Сентраль». Далее он выступал за аргентинские «Атланту» и «Чакариту Хуниорс», перебравшись в испанский «Лас-Пальмас» в 1973 году. Проведя 6 лет в Испании Карневали возвращается в Южную Америку.

## Международная карьера
Даниэль Карневали попал в состав сборной Аргентины на Чемпионате мира 1974 года. Из 6-и матчей Аргентины на турнире Карневали в 5-и защищал ворота сборной и пропустил 11 мячей: 3 от сборной Польши, 1 от Италии и 1 от Гаити в первом групповом этапе; а также 4 — от Нидерландов и 2 — от Бразилии в рамках второго группового этапа.

## Достижения
Росарио Сентраль
- Чемпион Аргентины (1): Нас. 1980